# Wolfgang Gierlinger
Wolfgang Gierlinger (* 1. Februar 1947) ist ein ehemaliger deutscher Fußballspieler.

## Karriere
Gierlinger gehörte 1969/70 dem Kader des FC Bayern München an und kam am 14. März 1970 (27. Spieltag) beim 6:0-Sieg im Heimspiel gegen Alemannia Aachen – mit Einwechslung für Peter Pumm in der 74. Minute – zu seinem Bundesligadebüt. Es blieb sein einziges Pflichtspiel für die Bayern.
Zur Saison 1970/71 wechselte er zum FC Wacker München, für den er 26 Punktspiele in der Regionalliga Süd bestritt und als Tabellenletzter in die Amateurliga Bayern abstieg. Dort nicht eingesetzt und dennoch mit der Mannschaft zur Saison 1972/73 in die Regionalliga Süd zurückgekehrt, bestritt er 31 Punktspiele, in denen er ebenfalls ohne Tor blieb. Gierlinger wurde nach seiner Spielerkarriere Trainer beim FC Wacker München.

## Erfolge
- Meister der Amateurliga Bayern 1972, 1976[3]